# Spergo
Spergo là một chi ốc biển, là động vật thân mềm chân bụng sống ở biển trong họ Conidae.

## Các loài
Các loài thuộc chi Spergo bao gồm:
- Spergo aithorrhis Sysoev & Bouchet, 2001[2]
- Spergo fusiforme (Habe, 1962)[3]
- Spergo glandiniformis (Dall, 1895)[4]
- Spergo nipponensis Okutani & Iwahori, 1992[5]